# Kunstadt (Adelsgeschlecht)

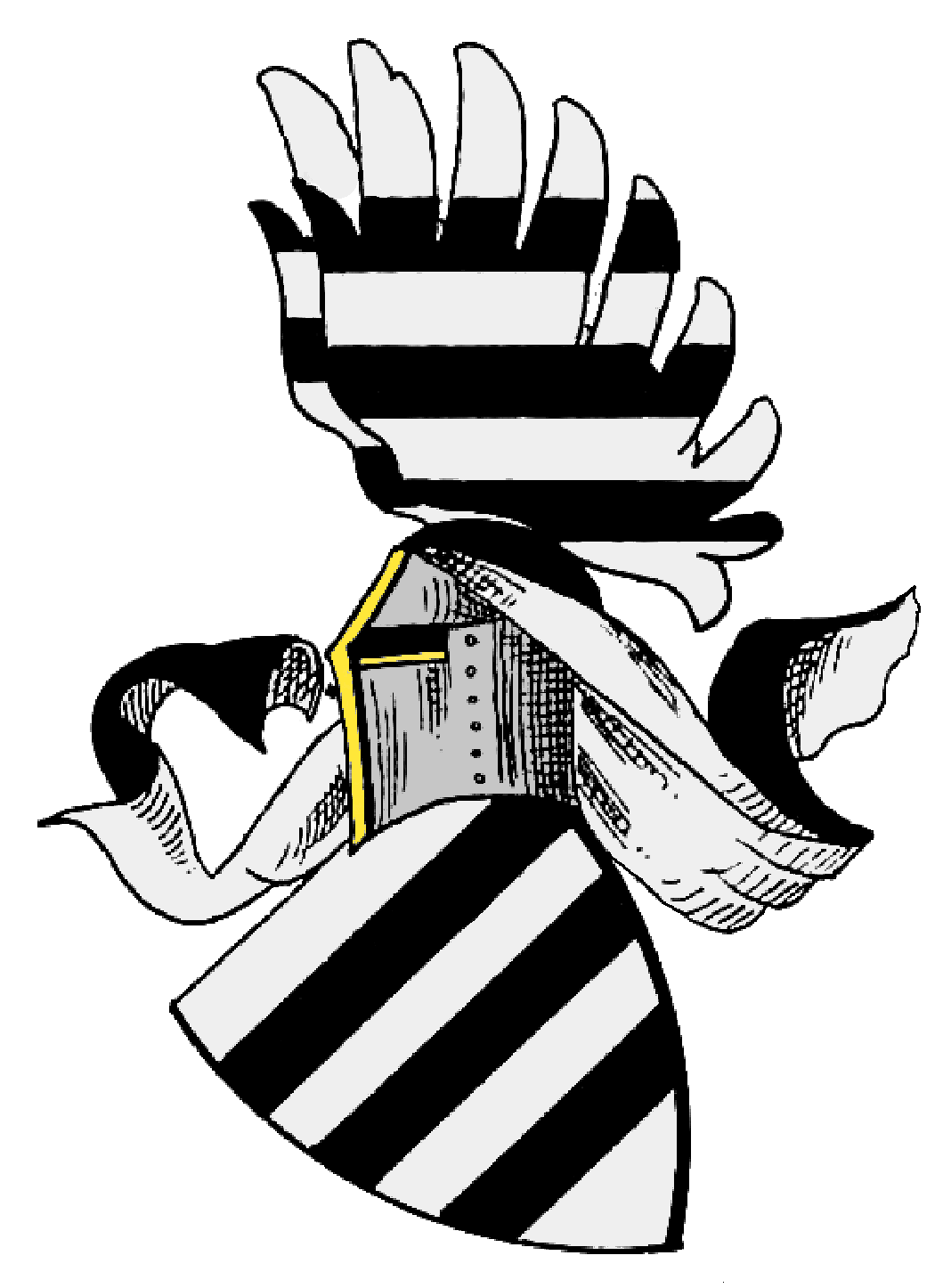
Stammwappen derer von Kunstadt

Die Herren von Kunstadt (tschechisch Páni z Kunštátu) gehörten zu den bedeutendsten und ältesten Adelsgeschlechtern Mährens. Sie bekleideten hohe und höchste Ämter, u. a. als Landeshauptleute von Mähren und Kämmerer von Brünn, Znaim und Olmütz und gründeten die Klöster Žďár und Smilheim. In Böhmen amtierten sie als Oberstkämmerer und Oberstschreiber sowie königliche Burggrafen. 
Der Geschlechtername leitet sich von der mährischen Stadt Kunstadt ab. Er ist erstmals für das Jahr 1279 belegt und bezieht sich auf Kuna/Kuno/Konrad von Kunstadt („dominus Cuno de Cunstadt“), der ein Sohn des Stammvaters Gerhard von Zbraslav war und den Kunstädter Familienzweig (Kunova linie)  begründete.

## Geschichte
Stammvater der Herren von Kunstadt war Gerhard von Zbraslav (Gerhard ze Zbraslavi), dessen Vorname später über „Erhart“ zu „Heralt“ abgewandelt wurde. Das Prädikat „von Obřany“, das später auch auf Gerhard von Zbraslav übertragen wurde, erwarb erst 1278 Gerhards gleichnamiger Enkel Gerhard von Zbraslav und Obřany († 1291), der das Amt des mährischen Unterkämmerers bekleidete. 
Der Stammvater Gerhard von Zbraslav ist erstmals für das Jahr 1222 urkundlich belegt, als er am 26. August d. J. in Olmütz umfangreiche Privilegien, die König Ottokar I. Přemysl dem Hochmeister des Deutschen Ritterordens, Hermann von Salza, gewährte, bezeugte. Von 1236 bis 1240 bekleidete Gerhard von Zbraslav das Burggrafenamt in Olmütz. Sein Prädikat „von Zbraslav“ leitet sich vom mährischen Zbraslav ab, das acht Kilometer nordwestlich von Rossitz im Bobrawa-Bergland liegt und Gerhards Stammsitz war. Weiterer Besitz Gerhards ist nicht bekannt, auch nicht, wer seine Eltern bzw. Vorfahren waren. Die Vermutungen über seine Abstammung von den Grafen von Pernegg/Berneck sind nicht belegt. 
Unter Gerhards Nachkommen entstanden elf mährische Stammlinien, deren Angehörige sämtlich als „von Kunstadt“ bezeichnet werden. Zwei der mährischen Linien erloschen noch vor den Hussitenkriegen, die anderen bis Ende des 16. Jahrhunderts. Der Mitte des 14. Jahrhunderts von Boček I. von Podiebrad gegründete böhmische Familienzweig der Herren von Podiebrad bestand bis Mitte des 17. Jahrhunderts. Deren bedeutendster Vertreter war Georg von Podiebrad, der 1458–1471 König von Böhmen war. Drei seiner vier Söhne waren Reichsgrafen und begründeten den schlesischen Familienzweig als Herzöge von Münsterberg und Oels. Letzter Herzog dieses Familienzweigs war Karl Friedrich von Oels, der 1647 starb.

## Genealogie

### Söhne des Stammvaters Gerhard von Zbraslav
1. Boček von Jaroslavice und Zbraslav († 1255), Burggraf von Znaim, Graf von Pernegg, gründete das Zisterzienserkloster Saar. Mit seinem Enkel Smil von Obřan erlosch dieser Stamm.
2. Mikul von Zbraslav (Mikul ze Zbraslavi, belegt 1233–1262) begründete den Familienzweig der Vladiken Mikul (Mikulova Linie), der Mitte des 15. Jahrhunderts erlosch.
3. Smil von Zbraslav und Střílky, Kastellan von Prerau und Burggraf von Brumov; gründete 1261 das Kloster Smilheim. Starb 1273 ohne Nachkommen.
4. Kuna von Zbraslav und Kunstadt († 1295) Burggraf von Veveří, Marschall von Mähren, Kämmerer von Olmütz sowie Burggraf von Vranov und von Hradec; begründete den Familienzweig Kunstadt (Kunova Linie). Von ihm stammen alle weiteren Familienzweige ab.

Die vorstehend aufgeführten Brüder werden auch als Herren von Zbraslav und Obřany (Páni ze Zbraslavi a z Obřan) bezeichnet und werden andererseits auch den Herren von Kunstadt zugerechnet, obwohl diese nur von ihrem Bruder Kuna abstammen.

### Familienzweige der Herren von Kunstadt
1. Nachkommen des Kuna von Zbraslav und Kunstadt (Kunova Linie)
2. Nachkommen des Boček (I.) von Jevišovice, Kämmerer von Znaim und Brünn, belegt 1277–1314, Sohn des vorstehenden Kuna (Páni z Kunštátu a z Jevišovic, auch Jevišoviská větev)
3. Nachkommen des Jindřich/Heinrich d. Ä. († 1409) Zajímač von Kunstadt und Lichtenau (Zajímačové z Kunštátu a z Lichtenau)
4. Linie von Stařechovice und Skaly (Stařechovisko-skalská větev)
5. Nachkommen des Boček von Lišnice († 1409) (Líšničtí z Kunštátu, auch Lišniská větev)
6. Nachkommen des Smil (Zajímač) von Kunstadt (Kunštátská větev)
7. Nachkommen des Boček I. von Podiebrad, die Herren von Podiebrad (Pání z Poděbrad, auch Poděbradská větev)
8. Nachkommen des Kuna von Lysice (Lysičtí z Kunštátu, auch  Lysiská větev)
9. Nachkommen des Wilhelm von Kunstadt († 1373), (Boleradičtí z Kunštátu, auch Boleradisko-Loučská větev)
10. Nachkommen des Boček Kuna († 1495), (Boleradičtí z Kunštátu, potomstvo Bočka Kuny)

## Wappen
Das Stammwappen derer von Kunstadt zeigt ein mehrfach von Schwarz und Silber geteiltes Schild und ist mit verschiedenen Helmzieren (Hörner bzw. Adlerflug) überliefert. Zusätzlich existieren zwei gemehrte Wappen.

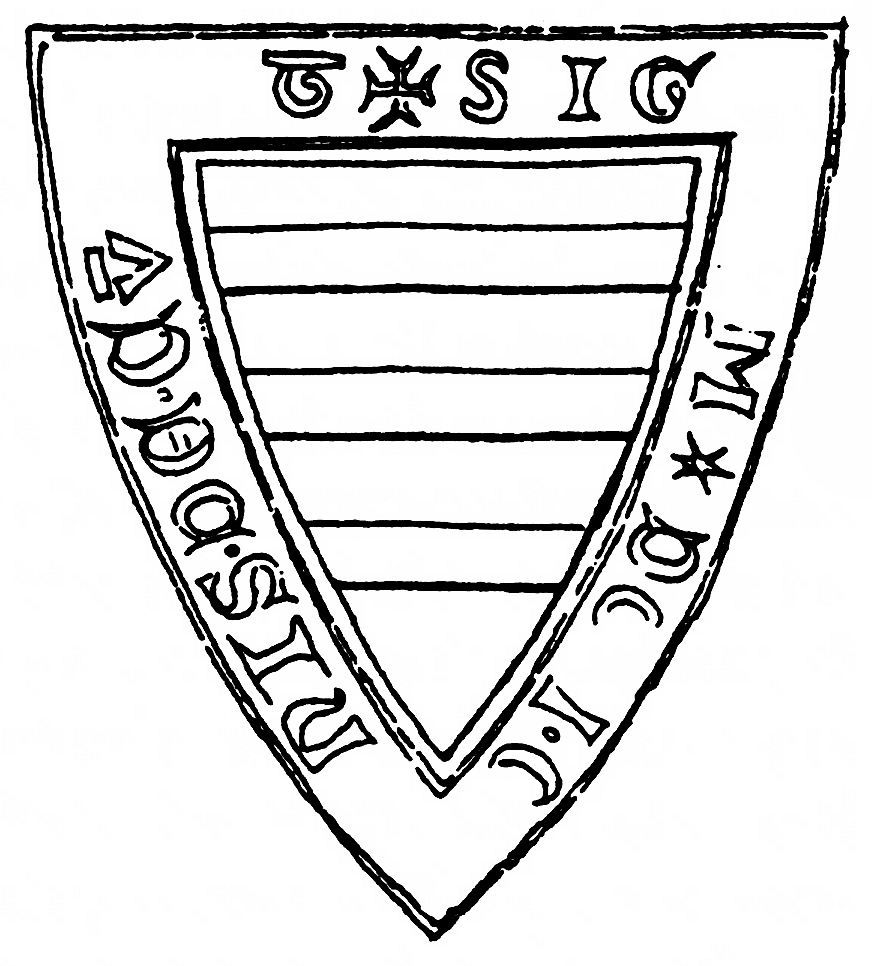
Siegel des Kuna von Zbraslav und Kunstadt von 1286
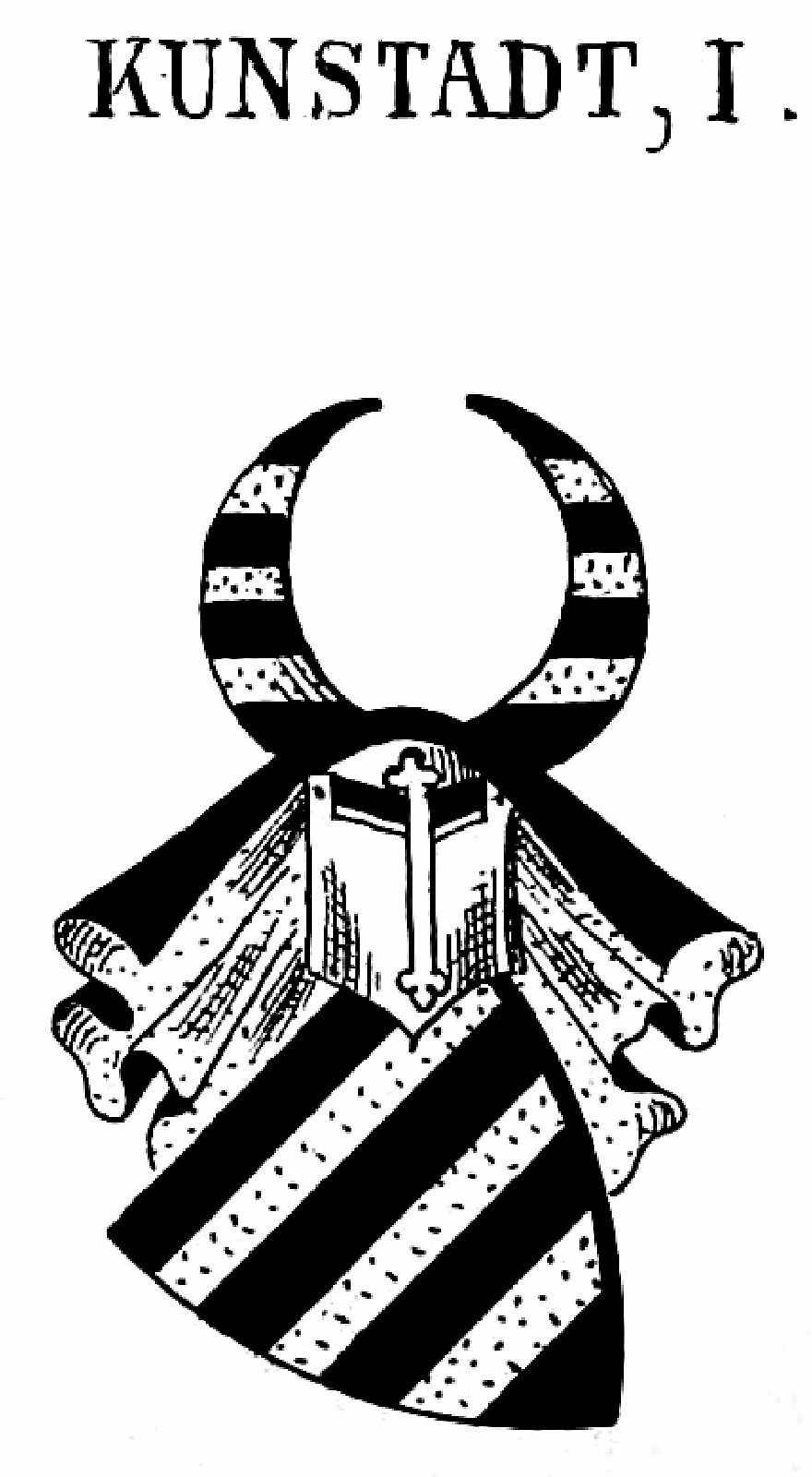
Stammwappen 1 der Kunstadt bei Siebmacher
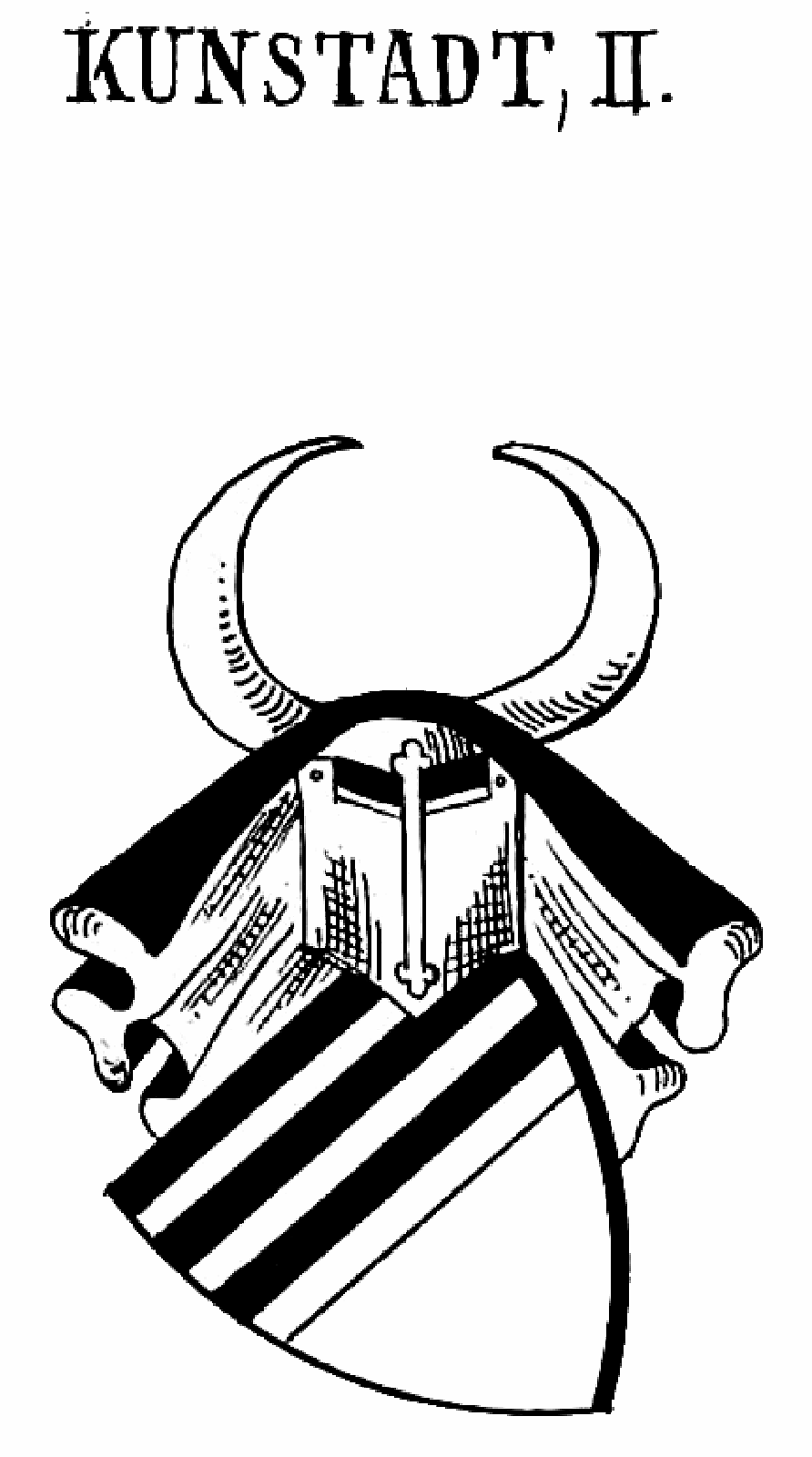
Stammwappen 2 der Kunstadt bei Siebmacher
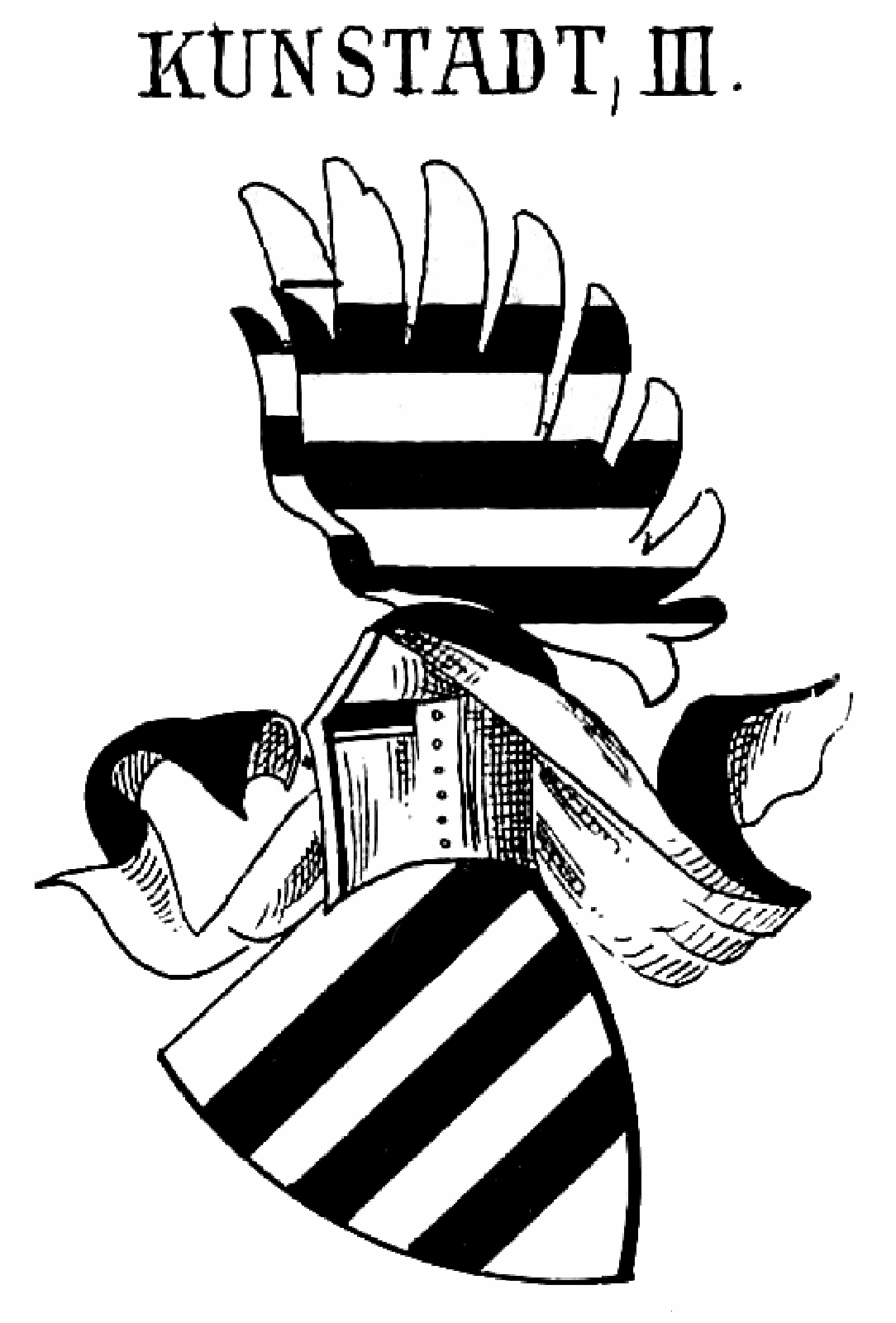
Stammwappen 3 der Kunstadt bei Siebmacher
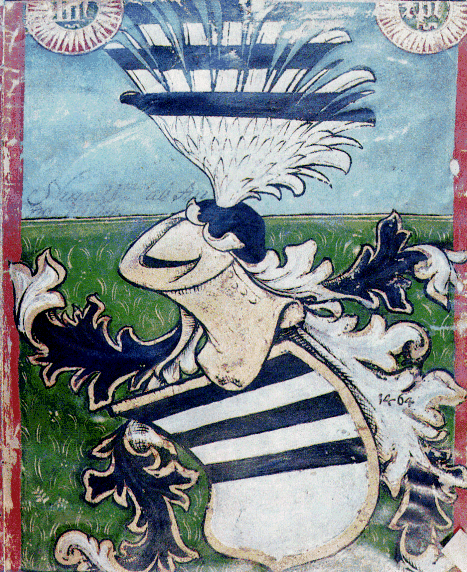
Wappen der Kunstadt von 1464
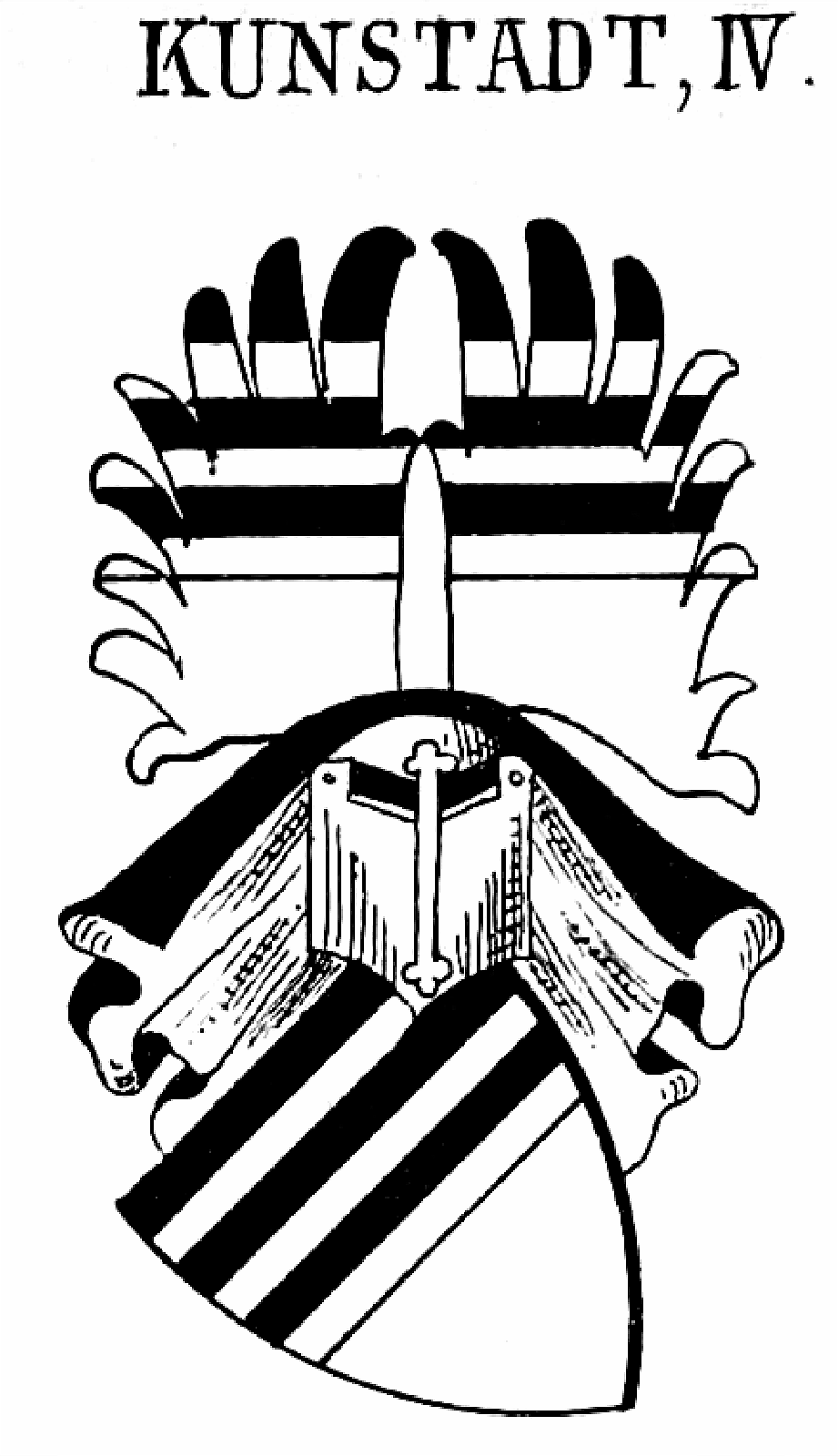
Stammwappen 4 der Kunstadt bei Siebmacher
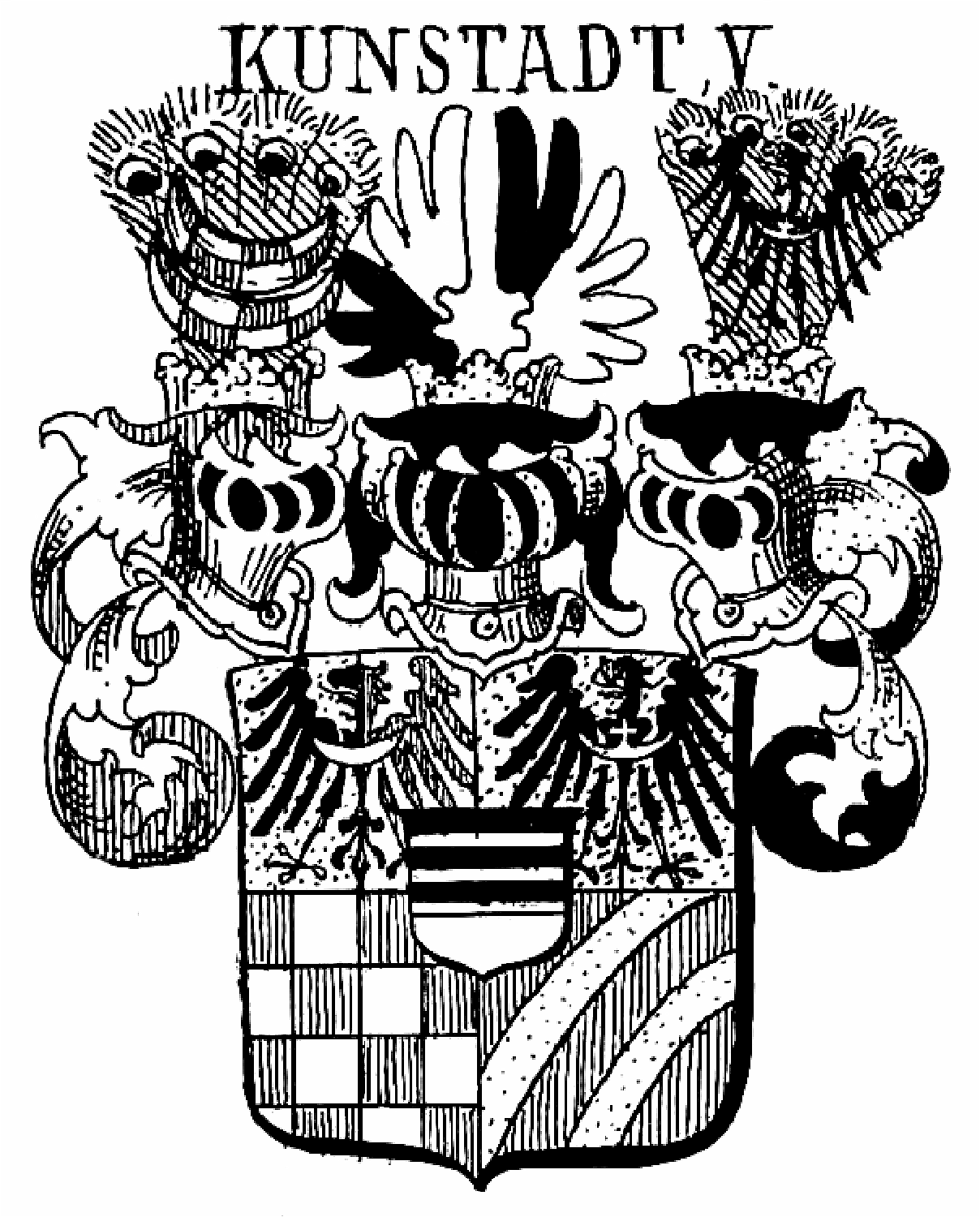
Gemehrtes Wappen 1 der Kunstadt bei Siebmacher
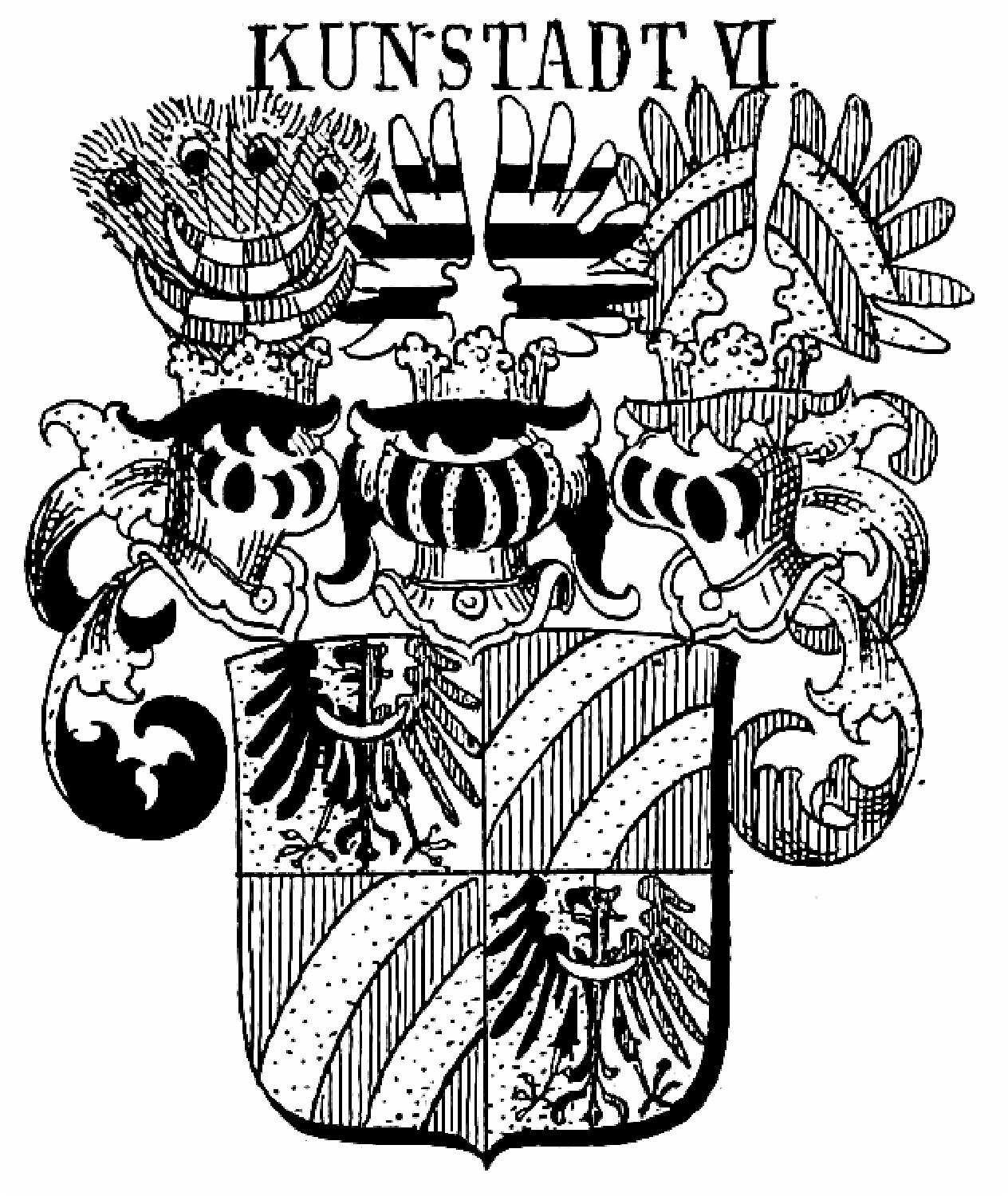
Gemehrtes Wappen 2 der Kunstadt bei Siebmacher

Der mehrmals Schwarz-Silber geteilte Schild derer von Kunstadt ist bis heute in unterschiedlichen Formen Bestandteil vieler kommunaler Wappen.

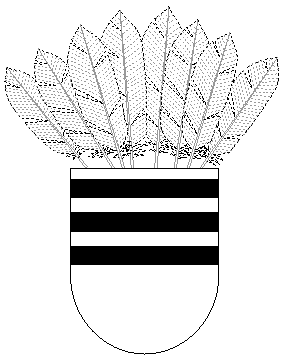
Wappen von Kunštát
Wappen Potštát
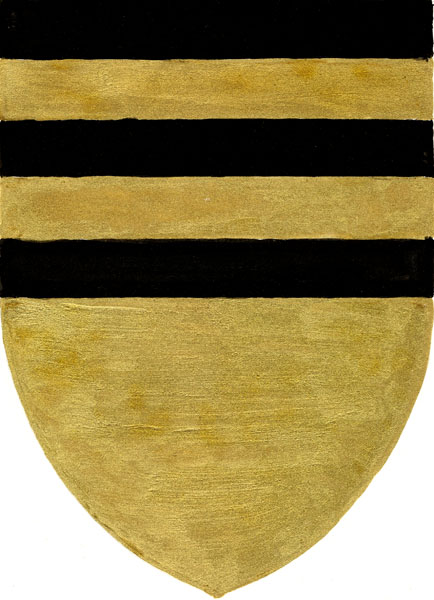
Wappen von Zbraslav
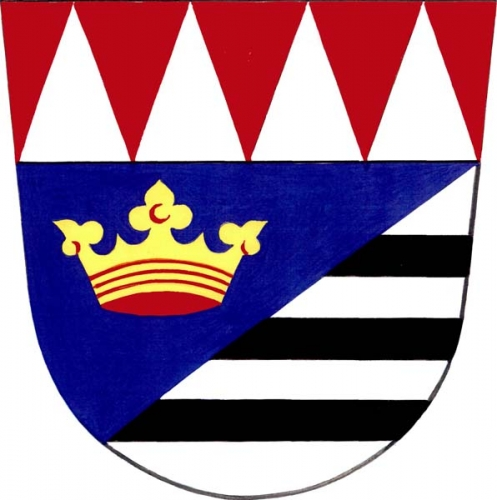
Wappen von Horní Těšice
Wappen von Pňovice
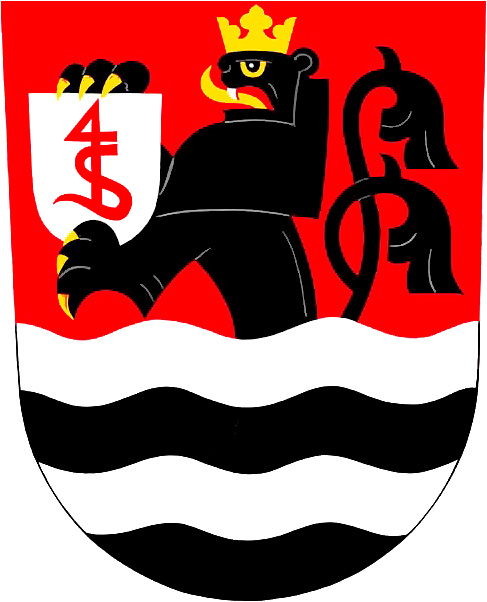
Wappen von Velké Losiny
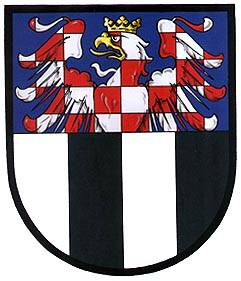
Wappen von Drnholec
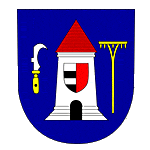
Wappen von Boleradice
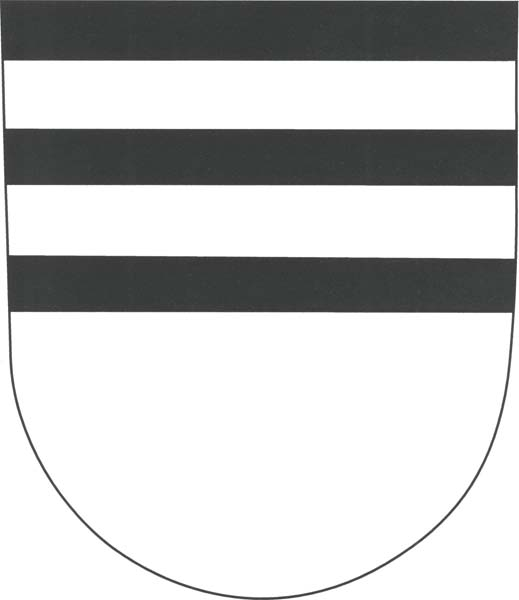
Wappen von Dambořice
Wappen von Vizovice
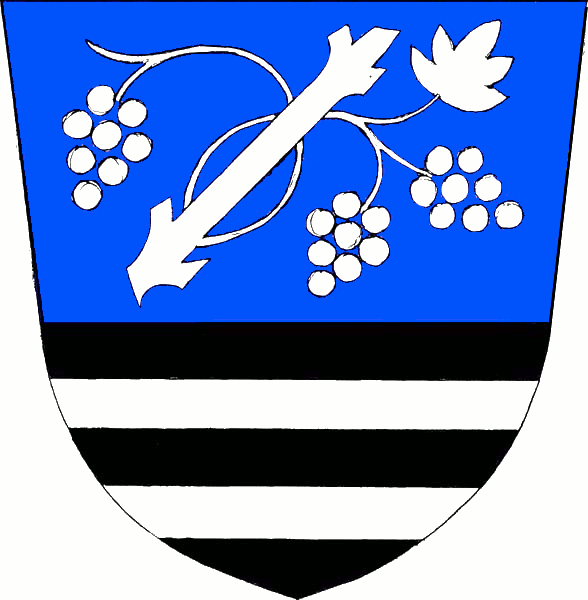
Wappen Dolní Bojanovice
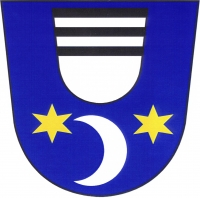
Wappen von Běhařovice
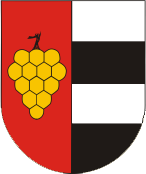
Wappen von Prusanky
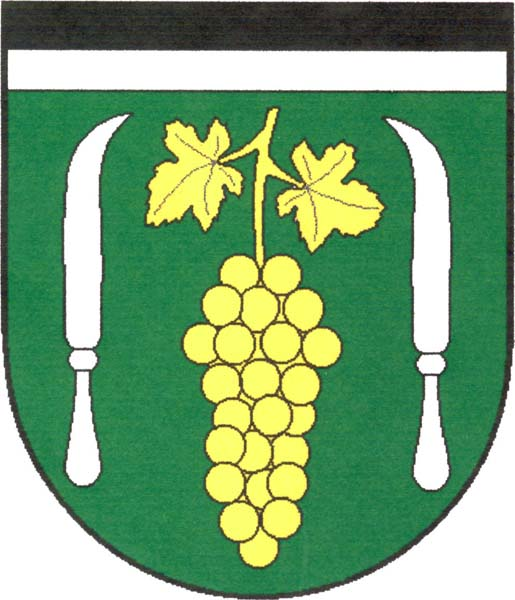
Wappen von Starý Poddvorov
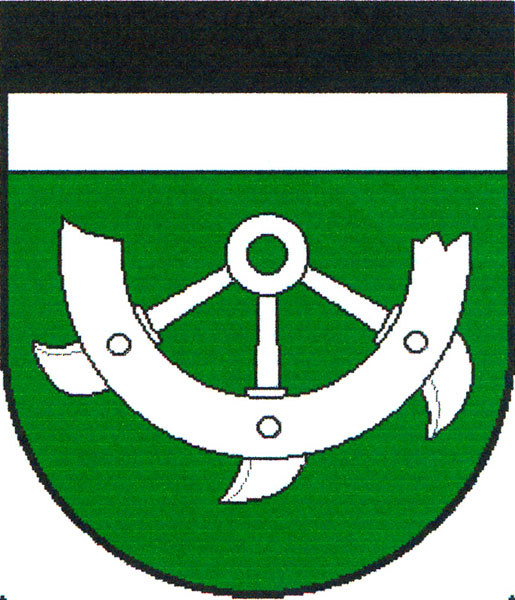
Wappen von Nový Poddvorov
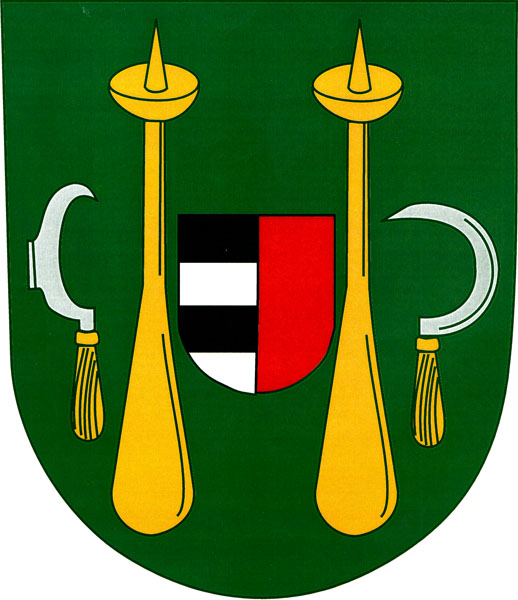
Wappen von Žeravice
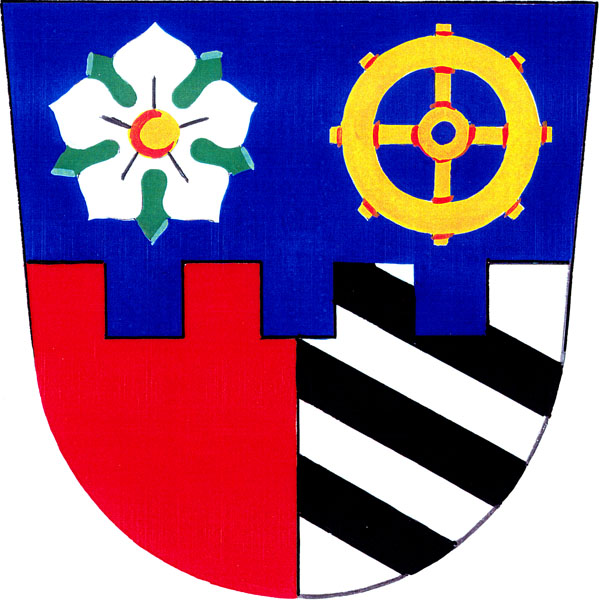
Wappen von Uhřice
Wappen von Jevišovice
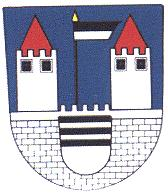
Wappen von Jaroslavice
Wappen von Polná
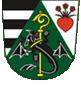
Wappen von Únanov
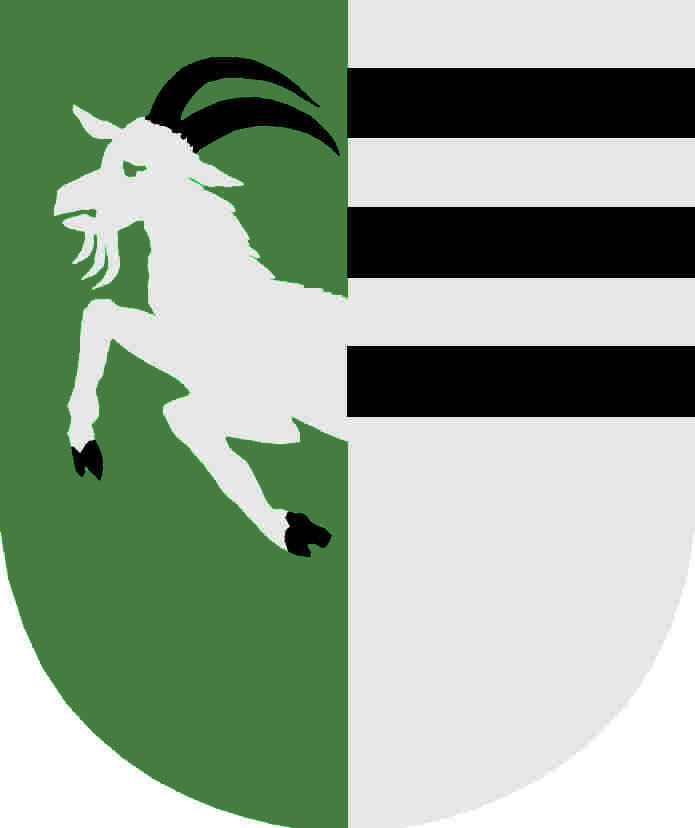
Wappen von Jámy
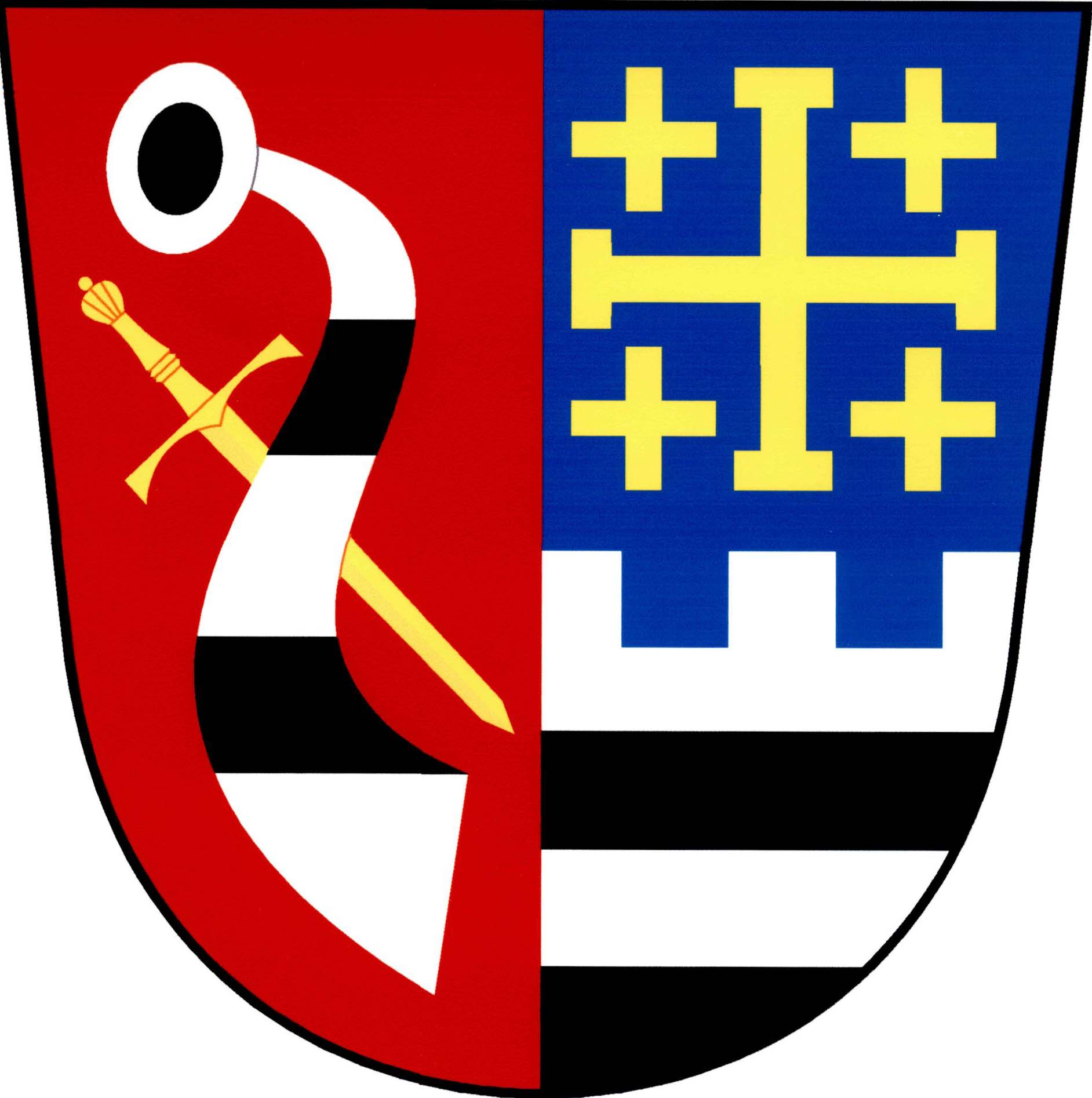
Wappen von Prusinovice
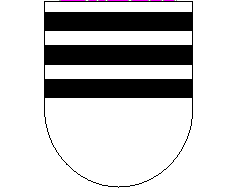
Wappen von Troskotovice